# Ian Underwood
Ian Underwood (New York, 22 maggio 1939) è un sassofonista, flautista e pianista statunitense.
Fu membro dei The Mothers of Invention e collaborò a lungo con Frank Zappa.
È stato sposato con Ruth Komanoff, percussionista che a sua volta ha partecipato ad incisioni in studio e a tour di Zappa.
Dopo le esperienze con Zappa, ha lavorato come "session man" facendosi notare soprattutto per la sua abilità al minimoog. La sua opera include vari progetti, comprese partecipazioni con Quincy Jones, Barbra Streisand, Ronee Blakley, Hugh Cornwell e Barry Manilow.
Underwood ha anche collaborato (al piano) a varie colonne sonore di James Horner tra le quali quella di Titanic (1997) e Sneakers (I signori della truffa) del (1992).

## Discografia con Frank Zappa
- We're Only in It for the Money
- Cruising with Ruben & the Jets
- Uncle Meat
- Burnt Weeny Sandwich
- Weasels Ripped My Flesh
- Hot Rats
- Chunga's Revenge
- Fillmore East - June 1971
- 200 Motels
- Just Another Band from L.A.
- Over-Nite Sensation
- Apostrophe (')